# 佐用平福バスストップ
佐用平福バスストップ（さようひらふくバスストップ）は、兵庫県佐用郡佐用町大字平福に位置する鳥取自動車道のバス停である。

## 概要
2010年（平成22年）3月29日に開設された。佐用平福IC分岐部分から約100 m南にある。
ポールは神姫バス仕様のものが設置されている。

## 停車する路線
| のりば | 愛称               | 会社名       | 行先                                     | 備考 |
| ------ | ------------------ | ------------ | ---------------------------------------- | ---- |
| 上り線 | プリンセスバード号 | 日ノ丸自動車 | 姫路（姫路駅北口）                       |      |
| 下り線 | プリンセスバード号 | 日ノ丸自動車 | 鳥取（鳥取駅・日ノ丸本社前・鳥取大学前） |      |

## 周辺
- 道の駅宿場町ひらふく
- 智頭急行智頭線 平福駅

## 歴史
- 2010年（平成22年）3月29日 : 佐用JCT - 大原IC間開通に伴い供用開始。

## 隣
E29 鳥取自動車道
(10-1) 佐用JCT - 佐用TB - 佐用平福BS - (1) 佐用平福IC（鳥取方面出入口）- (2) 大原IC/BS